# نورمان باترسون (لاعب كرة قدم)
نورمان باترسون هو لاعب كرة قدم كندي، ولد في 27 أكتوبر 1945 في بلفاست في المملكة المتحدة، وتوفي في 21 أغسطس 2012 في تورونتو في كندا.